# 경량 다목적 미사일

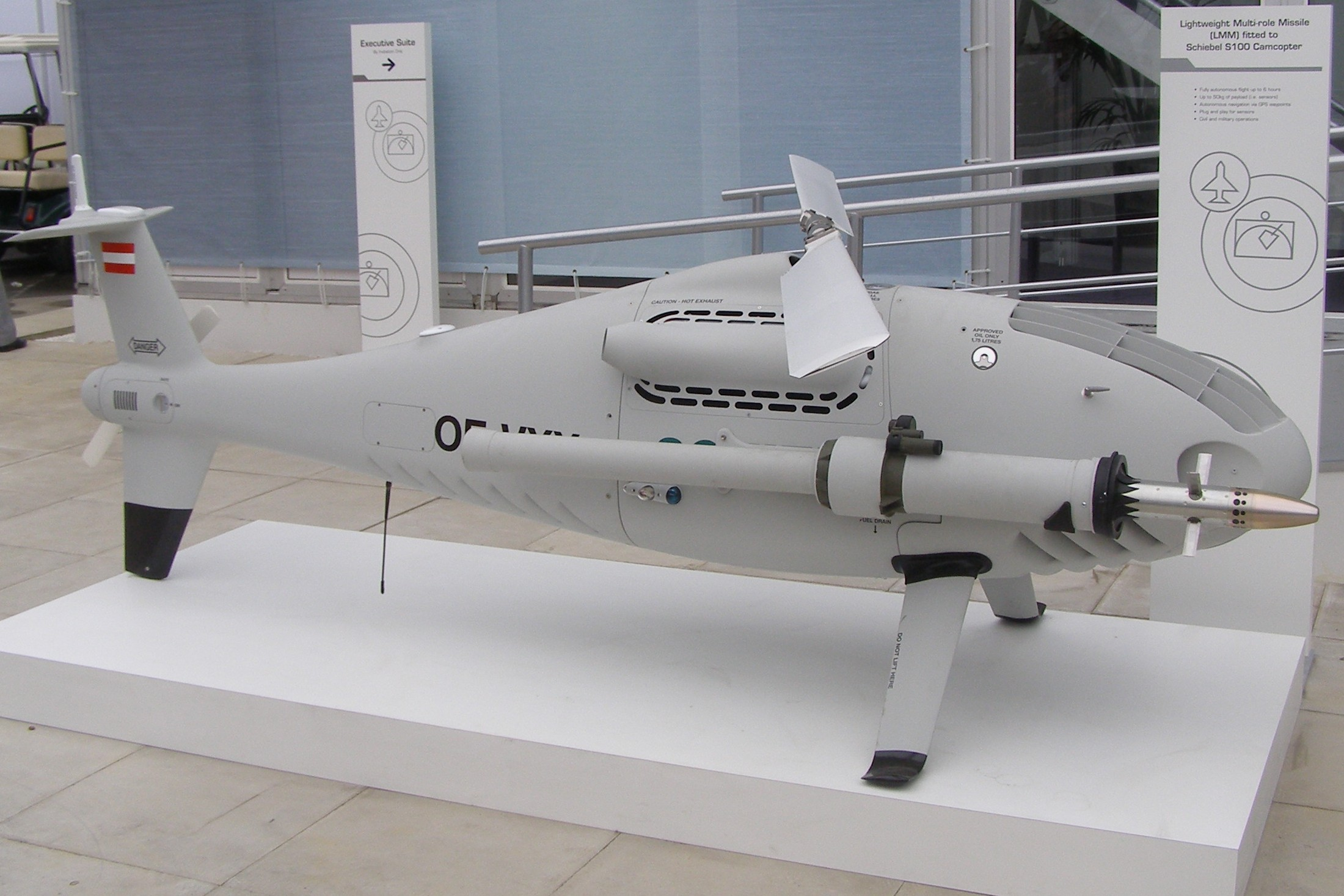

마틀렛(Martlet)은 프랑스 탈레스가 개발중인 경량 다목적 미사일이다. 경량 다목적 미사일(Lightweight Multirole Missile, LMM)이라고도 부른다. 영국 탈레스 에어 디펜스(Thales Air Defense)가 개발한 경량 공대지, 공대공, 지대공, 지대지 미사일이다. 이 미사일의 이름은 결코 둥지를 틀지 않는 영국 문장학의 신화적인 새인 마틀렛(Martlet)의 이름을 따서 명명되었다.
LMM은 영국 해군의 AW159 와일드캣 헬리콥터에 장착하고 더 무거운 씨 베넘(Sea Venom) 미사일을 보완하기 위한 영국의 "미래 공대지 유도 무기" 요구 사항을 충족하기 위해 스타버스트 지대공 미사일로 개발되었다.
FFLMM(FreeFall LMM) 또는 퓨리(Fury)로 알려진 LMM의 활공 변형은 드론에 장착하기 위한 경량 탄약으로 설계되었으며 현재 영국 육군의 GMLRS-ER 및 정밀 타격 미사일(PrSM)용 디스펜스 로켓 페이로드를 장착할 예정이다.
국방부(MoD)는 2013년 시작을 목표로 미사일 1,000기를 최초 주문했다. 그러나 초기 운용 능력은 상당히 지연되어 2021년에 이루어졌으며 이제 완전한 운용 능력은 2025년에야 예상된다.

## 역사
무게 13 kg의 대전차 미사일로서, 러시아 메티스엠, 이스라엘 스파이크 미사일, LAHAT, 미국 FGM-148 재블린과 무게가 비슷하다. 퓨처링스에 장착될 것이다. 6톤 퓨처링스는 2012년 한국의 해상작전헬기 사업에서 10톤 시호크를 제치고 최종 낙찰되었다. 시호크는 무게 50 kg 헬파이어 미사일을 장착한다.

## 같이 보기
- GBU-44/B 바이퍼 스트라이크
- LAHAT
- AGM-176 그리핀